# Vijeće Europske unije
Vijeće Europske unije je institucija Europske unije koju čine 27 ministara vlada država članica od kojih svaki predstavlja jednu državu članicu (koji će ministri sudjelovati na sastanku, ovisi o temi koja je na dnevnom redu). U njoj se sastaju ministri i drugi dužnosnici iz država članica EU-a kako bi donijeli zakone i uskladili politike koji spadaju u nadležnost Europske unije. Vijeće je glavni donositelj odluka u EU-u te pregovara i donosi nove propise EU-a ili ih prema potrebi prilagođava. Novi se zakoni EU-a obično donose uz suglasnost Europskog parlamenta, primjenom redovnog zakonodavnog postupka.
Vijeće također:
- usklađuje politike država članica, na primjer, u području gospodarstva
- sklapa međunarodne sporazume u ime EU-a
- razvija zajedničku vanjsku i sigurnosnu politiku na temelju strateških smjernica koje utvrđuje Europsko vijeće
- donosi proračun EU-a, zajedno s Europskim parlamentom

Do 1993. Vijeće je bilo poznato pod nazivom Vijeće ministara.

## Sjedište
Vijeće ima sjedište u Bruxellesu. Tijekom travnja, lipnja i listopada Vijeće održava sastanke u Luxembourgu.

## Sastav Vijeća
Posebnost Vijeća EU ogleda se i u njegovom sastavu. Pravno gledajući, Vijeće je jedinstveno tijelo, a u stvarnosti se sastoji od deset formacija.
- opći poslovi;
- vanjski poslovi;
- ekonomski i financijski poslovi;
- pravosuđe i unutarnji poslovi;
- zapošljavanje, socijalna politika, zdravlje i zaštita potrošača
- konkurentnost (unutarnje tržište, industrija i istraživanje);
- promet, telekomunikacije i energija;
- poljodjelstvo i ribarstvo;
- zaštita okoliša;
- obrazovanje, mladi i kultura.

Dakle, ministarski sastav mijenja se ovisno o temi o kojoj se raspravlja. U pravilu u radu Vijeća sudjeluju ministri vanjskih poslova, međutim kada se raspravlja o poljoprivredi, sudjeluju ministri poljoprivrede, kada se radi o prometu, sudjeluju ministri zaduženi za transport itd.

## Načini donošenja odluka
Vijeće i dalje zajedno s Europskim parlamentom dijeli zakonodavnu djelatnost i donošenje odluka u svezi s proračunom EU, te zadržava središnje mjesto u okvirima zajedničke vanjske i sigurnosne politike. Nakon donošenja Lisabonskog ugovora postupak odlučivanja kvalificiranom većinom postaje redoviti postupak odlučivanja, osim ako Osnivački ugovori ne inzistiraju na drugačijoj vrsti glasovanja (jednoglasnosti).
Od 2014. godine uvodi se novi sustav glasovanja tzv. dvostruke većine, na temelju kojeg će predložene akte morati prihvatiti većina država članica koje čine 55 posto glasova te koje istovremeno predstavljaju većinu EU stanovništva odnosno barem 65%.
Broj glasova država članica EU-a unutar Vijeća
| Država                 | Glasovi | Postotni udio |
| ---------------------- | ------- | ------------- |
| Njemačka               | po 29   | po 8,2 %      |
| Francuska              | po 29   | po 8,2 %      |
| Italija                | po 29   | po 8,2 %      |
| Ujedinjeno Kraljevstvo | po 29   | po 8,2 %      |
| Poljska                | po 27   | po 7,7 %      |
| Španjolska             | po 27   | po 7,7 %      |
| Rumunjska              | 14      | 4,0 %         |
| Nizozemska             | 13      | 3,7 %         |
| Belgija                | po 12   | po 3,4 %      |
| Češka                  | po 12   | po 3,4 %      |
| Grčka                  | po 12   | po 3,4 %      |
| Mađarska               | po 12   | po 3,4 %      |
| Portugal               | po 12   | po 3,4 %      |
| Austrija               | po 10   | po 2,8 %      |
| Bugarska               | po 10   | po 2,8 %      |
| Švedska                | po 10   | po 2,8 %      |
| Danska                 | po 7    | po 2,0 %      |
| Finska                 | po 7    | po 2,0 %      |
| Hrvatska               | po 7    | po 2,0 %      |
| Irska                  | po 7    | po 2,0 %      |
| Litva                  | po 7    | po 2,0 %      |
| Slovačka               | po 7    | po 2,0 %      |
| Cipar                  | po 4    | po 1,1 %      |
| Estonija               | po 4    | po 1,1 %      |
| Latvija                | po 4    | po 1,1 %      |
| Luksemburg             | po 4    | po 1,1 %      |
| Slovenija              | po 4    | po 1,1 %      |
| Malta                  | 3       | 0,9 %         |
| Ukupan broj glasova    | 352     | 100 %         |

## Raspored predsjedavanja
Vijećem predsjedaju države članice u trajanju od po šest mjeseci, (od 1. siječnja do 30. lipnja i od 1. srpnja do 31. prosinca).
| Raspored predsjedavanja Vijećem Europske unije i Europskim vijećem (prvo i drugo polugodište) |                     |       |                              |       |                    |
| 2013.                                                                                         | Irska Litva         | 2014. | Grčka Italija                | 2015. | Latvija Luksemburg |
| 2016.                                                                                         | Nizozemska Slovačka | 2017. | Malta Ujedinjeno Kraljevstvo | 2018. | Estonija Bugarska  |
| 2019.                                                                                         | Austrija Rumunjska  | 2020. | Finska Hrvatska              | 2021. | Portugal Slovenija |
| 2022.                                                                                         | Francuska Češka     | 2023. | Švedska Španjolska           | 2024. | Belgija Mađarska   |
| 2025.                                                                                         | Poljska Danska      | 2026. | Cipar Irska                  | 2027. | Litva Grčka        |
| 2028.                                                                                         | Italija Latvija     | 2029. | Luksemburg Nizozemska        | 2030. | Slovačka Malta     |

## Ostala tijela Vijeća
Kada bi se priprema odluka Vijeća EU-u odvijala isključivo na sastancima ministara Vijeće bi bilo potpuno neoperativno. Stoga u sklopu Vijeća EU dijeluju i razna podtijela koja pomažu Vijeću u uspješnom obavljnju njegovih zadataka. To su: 
- rotirajuće Predsjedništvo
- Odbor stalnih predstavnika (COREPER) - odgovoran za pripremu rada svih sastanaka Vijeća i za obavljanje zadataka koje mu povjeri Vijeće. Coreper osigurava dosljednost politika i aktivnosti Europske unije.
- radne skupine stručnjaka
- Glavno tajništvo Vijeća